# Згорни Порчич
Згорни Порчич (на словенски: Zgornji Porčič) е село в Словения, Подравски регион, община Света Троица в Словенских горицах. Според Националната статистическа служба на Република Словения през 2002 г. селото има 463 жители.